# Pecados ajenos
Pecados ajenos es una telenovela estadounidense, escrita por Eric Vonn, producida y transmitida en el año 2007 por Telemundo Studios, para Telemundo. La telenovela fue ambientada en la ciudad de Miami, Florida. 
Está protagonizada por Lorena Rojas y Mauricio Islas; y con las participaciones antagónicas de Catherine Siachoque, Sonya Smith, Ariel López Padilla, Sebastián Ligarde, Sofía Lama y Lupita Ferrer. Cuenta con las actuaciones estelares de Alicia Plaza, Carlos Camacho, Raúl Izaguirre y Chela Arias; además de la actuación especial de Maritza Rodríguez y el primer actor Daniel Lugo.

## Trama
Natalia Ruiz (Lorena Rojas) y Adrián Torres (Mauricio Islas) tienen 20 años de casados con sus respectivas parejas, Rogelio (Ariel López Padilla) y Elena (Sonya Smith). Rogelio, esposo de Natalia es alcohólico y la golpea constantemente, sumado a esto Doña Ágata Mercenario (Lupita Ferrer), quien es la típica suegra entrometida y poderosa, se ha dedicado a hacerle la vida imposible. Por su parte, Adrián sufre constantemente debido a que su esposa, Elena, le ha hecho la vida un infierno a causa de sus celos enfermizos. 
Los caminos de Adrian y Natalia se empezaran a cruzar cuando por culpa de Inés (Catherine Siachoque), quien aparenta ser amiga de Natalia durante tantos años, le tiende una trampa en complicidad con Doña Ágata para que los hijos de Natalia y Rogelio la vean en la cama con otro hombre y piensen mal de ella, para esto Manuel (Sebastian Ligarde) se asocia con Inés y ejecutan el macabro plan contra Natalia, drogándonla en una fiesta que se supone sería de despedida pero Natalia despierta pensando que Manuel la ha violado y lo golpea con una lámpara dejándolo inconsciente pero con la idea de que lo había asesinado, Inés le aconseja que huya y Natalia decide hacerle caso y se va con su mejor amiga Mónica (Alicia Plaza), pero en el camino sufren un accidente en el cual muere una amiga de Mónica que las acompañaba. En su afán de salvar a Natalia la deja quedarse en su nuevo apartamento y luego la declara muerta ante las autoridades. Así transcurre los días hasta que Natalia y Adrián se conocen y empezará su historia de amor que se verá atacada por la maldad de Inés, Ágata y Elena, esta última que desde el principio piensa que Natalia es la razón de su divorcio con Adrián, la comienza a llamar "la pirujita o taibolera", posteriormente Natalia descubrirá las mentiras de Inés y Manuel y decidirá volver a aclarar su situación y reclamar su herencia lo cual verá a Doña Ágata obligada a pagarle a Natalia y a quedar en una muy mala situación económica, y harán de todo para evitar que Natalia logre conseguir su herencia, desde tratar de causarle un accidente automovilístico (en complicidad con Elena), hasta acusarla del crimen de Manuel (en complicidad con Inés) por el que va a parar a la cárcel, pero Natalia logra salir airosa de esto y vuelve decida a todo, solo que gracias a las maldades de Inés, se vuelve adicta a las drogas ya que ella hizo que la drogaron en la cárcel y esto hace que tenga problemas en su relación con Adrián y que se separen, mientras tanto Elena va a parar a una clínica Psiquiátrica, donde sale totalmente convertida y tratará de recuperar a Adrián ahora como "Santa Elena", pero eventualmente volverá a caer en su locura, y tratara de matar a todos a su alrededor escudándose de que todos son pecadores. En una ocasión donde decide acabar con Natalia, se oculta debajo de su cama y la droga con las pastillas de la clínica, las cuales nunca tomó, llevándose así para acabar con ella. En el auto, Elena decide suicidarse sumergiendo violentamente el auto al mar y por eso, también intenta asesinar a Natalia que la acompaña. Pero Adrián rescata a Natalia y Elena se muere ahogada.
Transcurre el tiempo hasta que Inés y Ágata van a parar a la cárcel, en donde Doña Ágata será condenada a cadena perpetua y posteriormente a pena de muerte, mientras que Inés logra escapar con la jefa de la cárcel (la cual es su amante). Adrián y Natalia se casan y tienen un hijo, pero al final Inés aparece con una pistola y le dispara a Natalia y ésta muere, Sin embargo se observa que toda la historia fue producto de un sueño que Natalia tuvo durante el periodo de coma de dos años a causa de la caída de un caballo que provocó Doña Ágata, esto la pondrá a pensar en quien debe cuidarse y lo que podría pasarle en el futuro. Al final aparece Natalia con Adrián, donde la historia vuelve a empezar y deben enfrentar nuevamente los Pecados Ajenos.

## Reparto
- Lorena Rojas como Natalia Ruiz Navarro
- Mauricio Islas como Adrián Torres
- Catherine Siachoque como Inés Vallejo (VILLANA PRINCIPAL, Escapa de la cárcel con su amante y se dirige a dispararle a Natalia)
- Sonya Smith como Elena Sandoval (VILLANA PRINCIPAL, Termina ahogada en el mar tras aventarse en un carro junto a Natalia en medio de una persecución policiaca)
- Ariel López Padilla como Rogelio Mercenario (VILLANO, Muere producto de cirrosis sobre un caballo)
- Sebastián Ligarde como Manuel Zapata (VILLANO, Asesinado por Ágata con una lámpara)
- Lupita Ferrer como Ágata de Mercenario (VILLANA PRINCIPAL, Es ejecutada con la inyección letal por la justicia frente a Natalia, maldeciéndola)
- Alicia Plaza como Mónica Rojas
- Carlos Camacho como Saúl Farrera
- Chela Arias como Raquel vda. de Sandoval
- Raúl Izaguirre como Eduardo Larios
- Mildred Quiroz como Laura de Aguilar
- Roberto Huicochea como Anselmo Aguilar
- Arianna Coltellacci como Isabella «Chabela»
- Mayte Vilán como Marisela Bracamontes
- Adela Romero como Melinda vda. de Gamboa
- Nury Flores como Lolita
- Raúl Durán como Benito Alejo Gamboa Moctezuma
- Mariana Torres como Denisse Torres Sandoval
- Sofía Lama como Gloria Mercenario Ruiz (VILLANA, Se vuelve buena)
- Alonso Espeleta como Luis Mercenario Ruiz
- Jencarlos Canela como Alfredo «Freddy» Torres Sandoval
- Roberto Plantier como Charlie Vallejo
- Eduardo Cuervo como Ricardo «Ricky» Larios
- Ximena Duque como María Aguilar
- Julio Ocampo como Ramón Gamboa
- Giovanna del Portillo como Daniela
- Pablo Portillo como Héctor Acecas
- Evelin Santos como Gasparina Godoy
- Hannah Zea como Rosy Rojas
- Andrés García Jr. como Javier Alfaro
- Tali Duclaud como Elsa Alfaro
- Daniel Lugo como Marcelo Mercenario
- Maritza Rodríguez como Karen Vallejo

### Actuaciones Especiales
- Rosa de la Mora como Mayté Osorio
- Héctor Soberón como Gary Mendoza
- Natalie Correa como Lucía
- Rudy Pavón como Jaime
- Ronny Montemayor como Benny Russian
- Daniela Vildosola como Angélica Acecas
- Ramiro Terán como Fernando Acecas
- Claudia Arroyave como Nidia
- Carlos Farach como Roberto
- Julio Arredondo como el Dr. Martínez
- Stella Maris Ortiz como Georgina
- Lupita Jones como Esmeralda
- Daniel René como Antonio «Tony»
- Enrique Herrera como Horacio
- Ivee Colón como Teresa
- Carlos Garin como Norberto
- Andrés Mistage como Jeremy
- Nelson Steegers como Daniel «Danny»
- Cristina Figarola como Lisa Fuentes
- Luis Rivas como Diego
- Carlos Pítela como el Padre Julián
- Xavier Coronel como Marcos Reyes
- Giselle Duque como Doris
- Ramón Morell como el Dr. Solovich
- Katherine Fuenmayor como Jenny
- Cristian Carabias como Tito
- José del Río como el Mr. Moore
- Iván Rodríguez Naranjo como el Dr. Beltrán
- Guadalupe Hernández como Esteban
- Jorge Laraburre como Jonathan «Johnny»
- Steve Roth como Antonio Sandoval
- Alejandro Orendain como el Dr. Dorantes
- Salim Rubiales como Alejandro
- René Gatica como Rogelio Bustamante
- Marcos Miranda como Jiménez
- Luis Celeiro como Velázquez
- Alexandro Danko como Óscar
- Nelson Tallaferro como Pedro
- Esteban Villareal como el Dr. Salvatierra
- Sandra Eichler como Tina
- Riczabeth Sobalvarro como Dora
- Diana Franco como Dolores «Lola»
- Gabriel Traversari como Rolando Ortega
- Jaime Pavón como Luciano Meléndez
- Nelsón Díaz como Eleazar Aguilar
- Juan Jiménez como Maximiliano Aranda
- Alcira Gil como Amanda

## Premios y nominaciones

### Premios Fama2008
| Categoría                | Persona             | Resultado |
| ------------------------ | ------------------- | --------- |
| Mejor actriz protagónica | Lorena Rojas        | Ganadora  |
| Mejor actor protagónico  | Mauricio Islas      | Ganador   |
| Mejor actriz antagónica  | Catherine Siachoque | Ganadora  |
| Mejor actor juvenil      | Jencarlos Canela    | Ganador   |
| Mejor revelación femenil | Sofía Stamatiades   | Nominada  |